# Los Reyes kommun, Michoacán de Ocampo
Los Reyes är en kommun i Mexiko.   Den ligger i delstaten Michoacán de Ocampo, i den södra delen av landet, 300 km väster om huvudstaden Mexico City.
Följande samhällen finns i Los Reyes:
- Atapan
- J. Jesús Díaz Tzirio
- La Higuerita
- La Zarzamora
- Chaniro
- Urengüitiro
- Santa Rosa
- San Luis
- Oruscato
- Santa Rosa
- Queréndaro
- Los Pozos
- Dieciocho de Marzo